# Stereomera pusilla
Stereomera pusilla är en skalbaggsart som beskrevs av Gilbert John Arrow 1905. Stereomera pusilla ingår i släktet Stereomera och familjen Aphodiidae. Inga underarter finns listade i Catalogue of Life.